# Keenocardium buelowi
Keenocardium buelowi is een tweekleppigensoort uit de familie van de Cardiidae. De wetenschappelijke naam van de soort is voor het eerst geldig gepubliceerd in 1896 door Rolle.